# Липа сердцевидная
Ли́па сердцеви́дная (также используются видовые названия липа сердцели́стная и липа мелколи́стная; лат. Tília cordáta) — широко распространённое в Европе и Западной Азии дерево; вид рода Липа семейства Мальвовые; ранее род Липа обычно выделялся в самостоятельное семейство Липовые (Tiliaceae).

## Распространение и экология
Ареал липы сердцевидной простирается от Южной Британии и Центральной Фенноскандии до центральных районов Западной Сибири, Кавказа, Болгарии, Италии и Испании. Самые северные пределы естественного распространения липы сердцевидной: в Норвегии — на 66° с. ш., в Финляндии и Архангельской области — недалеко от 64° с. ш., в Швеции и Республике Карелия — за 63° с. ш., в Республике Коми — около 62° с. ш., в Ханты-Мансийском автономном округе — Югре — в окрестностях 61° с. ш., в Томской области — 57°47′ с. ш.
В России занимает большие площади на Урале и прилегающей к нему территории европейской части.

## Ботаническое описание

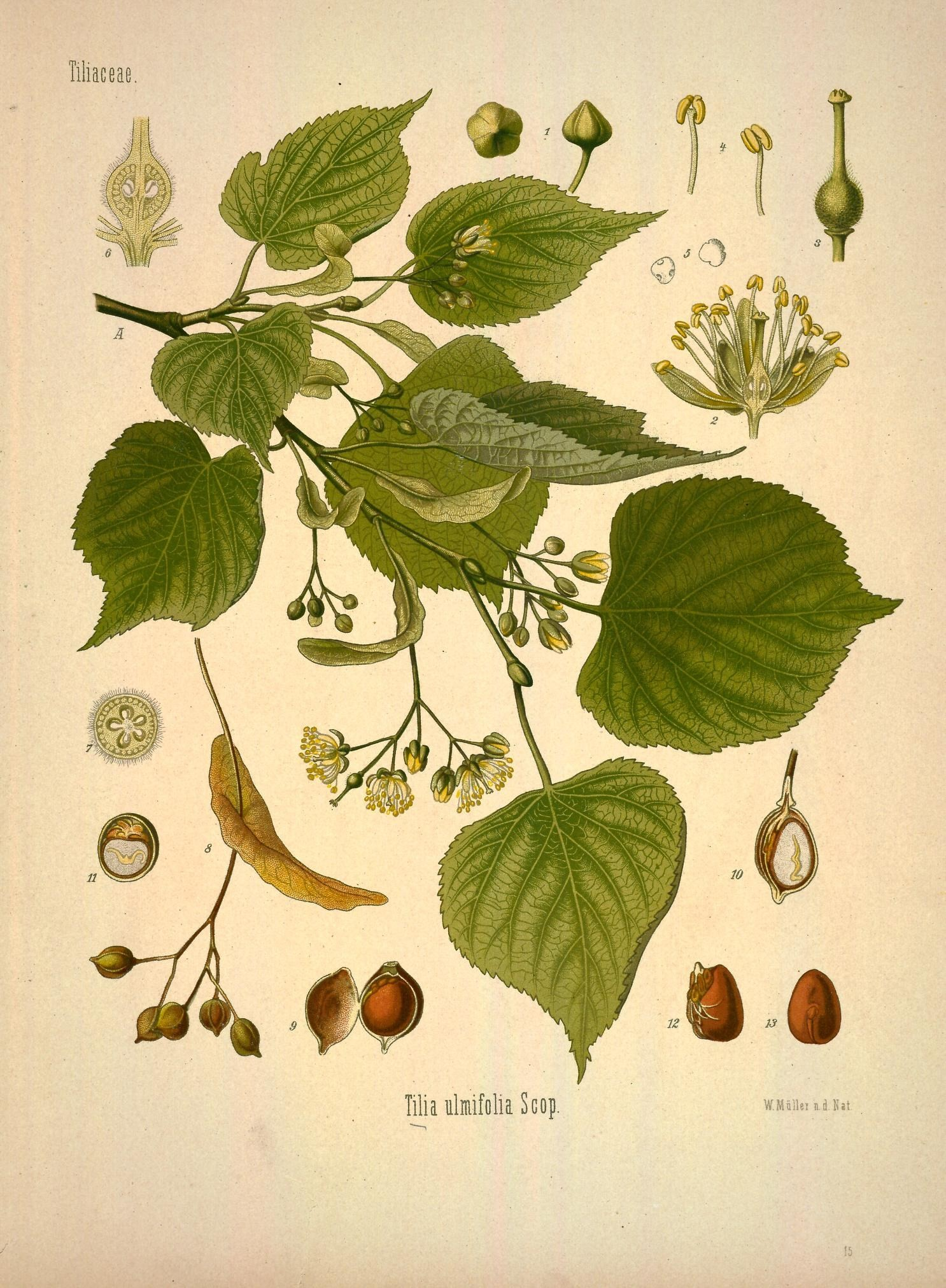

Листопадное дерево 20—38 м высотой с шатровидной кроной.
Кора тёмная, на старых деревьях бороздчатая.
Листья очерёдные, сердцевидные, длинночерешковые, зубчатые, с оттянутой заострённой верхушкой, сверху зелёные, снизу сизоватые.
Цветки правильные, обоеполые, с двойным пятираздельным околоцветником, до 1—1,5 см в диаметре, желтовато-белые, пахучие, собраны в повислые щитковидные соцветия по 3—11 штук, при соцветиях имеется продолговатый желтовато-зелёный прилистник. Тычинок в цветке много. Цветёт с начала июля 10—15 дней (по фенологическому календарю начинает цвести на 79-й день после зацветания орешника). Нектароносная ткань, расположенная на внутренней части оснований чашелистиков, выделяет 5—10 мг нектара. В густых насаждениях начинает цвести в возрасте 20—25 лет, а на открытой местности — в 12—15.
Пыльцевые зёрна трёхбороздные, шаровидно-сплющенной формы. Длина полярной оси 25,5—28,9 мкм, экваториальный диаметр 32,3—35,8 мкм. В очертании с полюса почти округлые, с экватора — эллиптические. Борозды щелевидные, короткие, видны только под иммерсионным объективом. Оры продольно вытянутые, с неровными краями, глубоко погруженные, с наибольшим диаметром 10,5—11 мкм; оровая мембрана гладкая или мелкозернистая. Ширина мезопориума 23,5—28,1 мкм. Толщина экзины в центре мезопориума 2,2 мкм, около ор 8 мкм; верхний слой экзины, слегка выклиниваясь, прикрывает ору. Стерженьковый слой имеет толщину 0,8—1 мкм, стерженьки прямые или узловатые, с округлыми или сплющенными головками. Ячейки угловатые или овальные, образующиеся в результате слияния стенок стерженьков или их головок; наибольший диаметр ячеек 1,2 мкм, наименьший — 0,5 мкм. Цвет пыльцы светло-жёлто-зелёный.
Формула цветка: {\displaystyle \mathrm {\ast \;Ca_{5}\;Co_{5}\;A_{(5)+(5)+(5)}\;G_{({\underline {5}})}} }.
Плод — шаровидный, опушённый, тонкостенный, одно- или двусемянный орешек. Плоды созревают в августе — сентябре.
Цветёт в течение двух недель в июле, но в жаркое и сухое лето цветения может сократиться до 5 дней.

## Растительное сырьё

### Химический состав
Цветки содержат эфирное масло, запах которого обусловливается наличием спирта фарнезола, гликозиды, гесперидин и тилиацин, сапонины, дубильные вещества, каротин, аскорбиновую кислоту, сахара; прицветники — слизь и дубильные вещества; плоды — жирное масло (в очищенных плодах — до 58 %), близкое по качеству к прованскому, а по вкусу — к миндальному или персиковому; в коре есть тритерпеноид тилиадин; в листьях — каротин, аскорбиновая кислота, слизь, свыше 12 % углеводов.

### Фармакологические свойства
Липовый цвет обладает противовоспалительным, потогонным, успокаивающим, жаропонижающим и мочегонным действием. В медицине его применяют при простудных заболеваниях как потогонное и жаропонижающее, а также как бактерицидное для полоскания рта, зева.

## Хозяйственное значение и применение

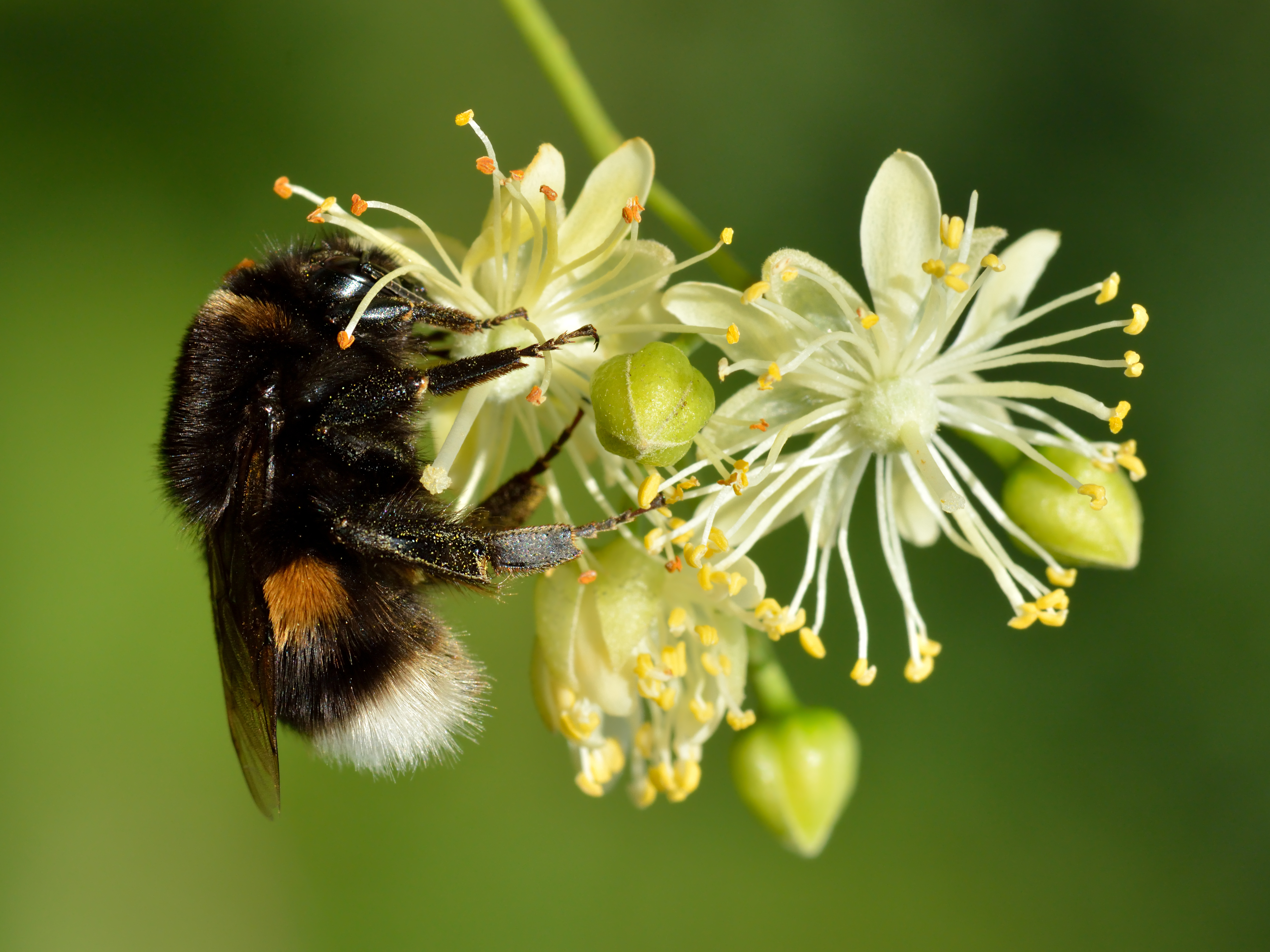
Липа — очень хороший медонос

Липовый цвет (цветки и прицветники) используется в качестве ароматизатора в парфюмерной промышленности, в производстве коньяков и ликёров, а также как заменитель чая. Липовый чай — настой сухих цветков — применяется в народной и научной медицине при воспалительных заболеваниях органов дыхания, туберкулёзе, пиелонефрите, цистите, мочекаменной болезни, при ревматизме, как противокашлевое, при мигрени, эпилепсии, гриппе и ангине, паротите и кори, атеросклерозе и сахарном диабете, при желудочно-кишечных коликах; наружно цветки липы используют для укрепления волос, а измельчённые почки, листья и цветки — как мягчительное средство для компрессов при фурункулёзе. В больших количествах заготавливаются соцветия липы (с одного молодого дерева, растущего на опушке, можно собрать 0,7— 1,5 кг свежих соцветий; в Башкирии с 1 га липового леса можно получить 30—40 кг сухих соцветий).
Цветки, содержащие до 0,1 % приятно пахнущего эфирного масла, используют в ликёро-водочном производстве.
Богатые крахмалом, сахарами и витаминами молодые листья и распустившиеся почки весной употребляют в пищу, из них готовят салаты, маринуют.
В качестве лекарственного сырья используют цветки липы (лат. Flores Tiliae), которые собирают в середине цветения, когда бо́льшая часть цветков распустилась. Соцветия с прицветниками сушат в помещениях с хорошей вентиляцией или под навесами, но не на солнце.
Камбий липы используют в народе при ожогах, геморрое, мастите, подагре, а измельчённые семена — как кровоостанавливающее. Липовым дёгтем смазывают поражённые экземой места. Древесину в прокалённом, тонко измельчённом виде применяют при метеоризме, отравлениях. Липовый цвет используют в косметике для смягчения, очистки кожи и для уменьшения потливости.
В плодах много жирного масла (в неочищенных — до 23 %, в очищенных — до 58 %), близкого по качеству к прованскому маслу.
Липа — самое массовое дерево в городских насаждениях. Она декоративна, быстро растёт, развивает большую листовую массу, хорошо задерживающую пыль и копоть, переносит подрезку и формовку кроны, приживается на новом месте при пересадке во взрослом состоянии, приятно пахнет во время цветения.
Древесина липы очень лёгкая, белая или кремовая, мягкая, легко поддаётся обработке. Из неё делают кадки, корыта, ульи, посуду, мебель и т. д., выжигают первоклассный уголь. Отходы древесины размалывают и скармливают скоту, так как в них много крахмала.
Луб (лыко), заготавливаемый в больших объёмах, идёт на циновки, рогожи, мочалки, различные плетения. Мешки из липовой рогожи были до XX века самой распространённой в России тарой, а лапти из лыка — повседневной обувью сельских жителей лесных районов. Из лыка же вили верёвки, делали упряжь, сумки-кошели и другую хозяйственную утварь.

### Медонос
Одно из главных достоинств липы — её нектароносность. Как медонос она не имеет равных в отечественной флоре, даёт самый ценный, душистый мёд. По вкусовым и целебным качествам липовый мёд издавна считается лучшим. Мёдопродуктивность насаждений липы достигает 800—1000 кг/га. Во время цветения в местах её массового произрастания пчелиные семьи собирают за день до 10—14 кг мёда. При однократном отборе один цветок даёт до 7 мг нектара. Лучше медоносит на плодородной и водопроницаемой почве при открытом местоположении. При отсутствии болезней цветет ежегодно, но средневозрастные деревья выделяют нектар нестабильно, максимальное выделение наблюдается у дерева в возрасте 70—90 лет, а столетние липы секретируют нектар почти ежегодно. Цветы липы посещают шмели и другие насекомые. При её цветении шмелиные семьи наращивают силу до 300 особей.
Иван Мадебейкин рекомендовал использовать местную липу мелколистную в качестве подвоя для прививки черенков крупнолистной, амурской и маньчжурской лип. Привитые деревья начинают цвести с 6—7-летнего возраста. Благодаря прививке почти в два раза ускоряется период выращивания интродуцированных лип. В условиях Чувашии липа крупнолистная и кавказская (подвид липы опушённостолбиковой), привитые на местную мелколистную липу, зацветали на 5—7 дней раньше местной, а маньчжурская и амурская — на 6—8 дней позднее. Итоговая общая продолжительность цветения липовых в этих условиях повысилось в два раза — до 28—30 суток.